# Meifoor

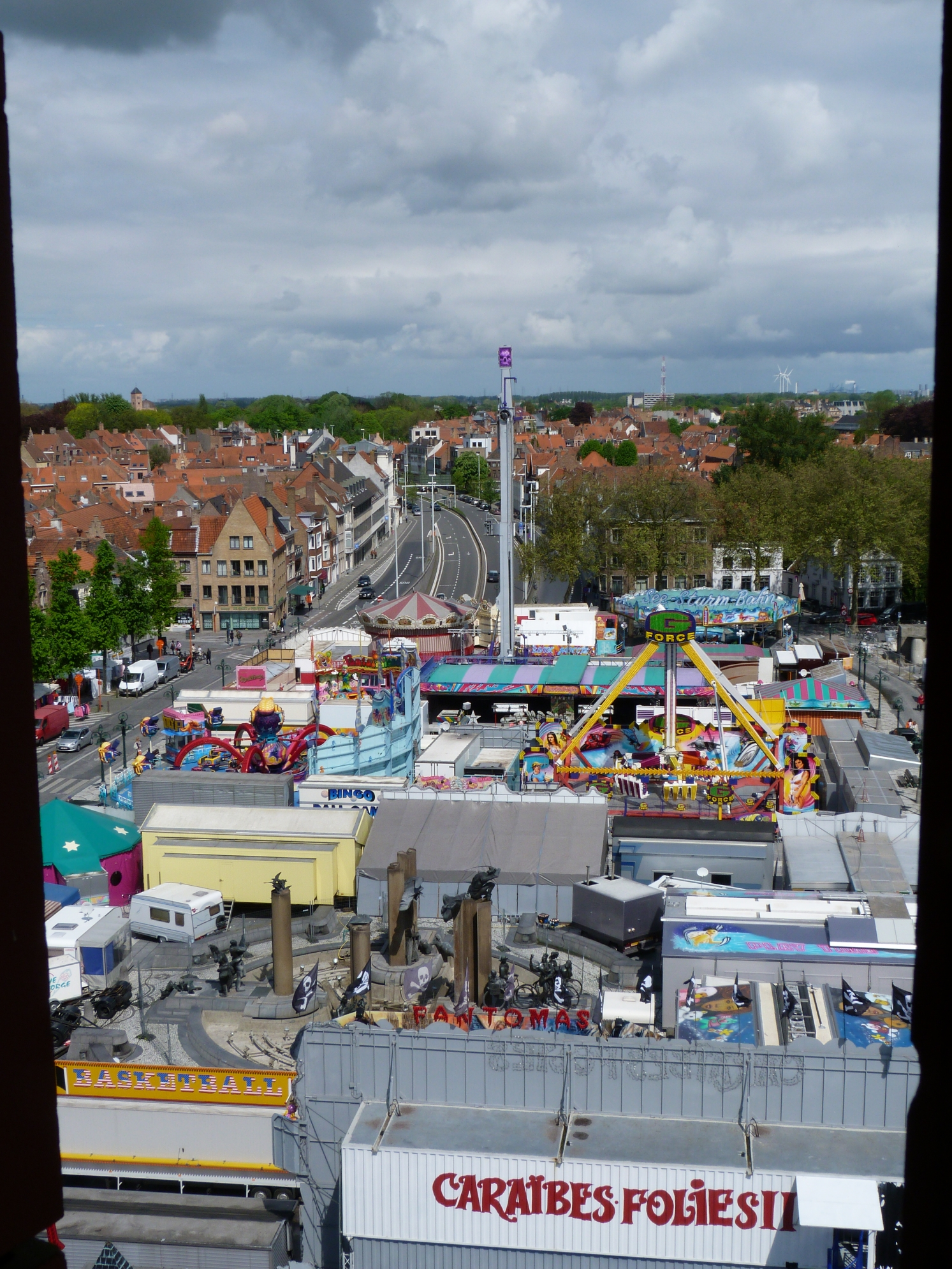
Meifoor 2012 op 't Zand gezien vanuit de Lantaarntoren van het Concertgebouw.

De Meifoor is een jaarlijkse kermis in de Belgische stad Brugge. De kermis, de grootste in de stad, telt een 90-tal attracties. Het evenement duurt steeds een kleine maand en eindigt het weekend na Hemelvaart. De opening gebeurt op de 3e vrijdag na Pasen. De vrijdag na Hemelvaart is er de traditionele verminderde-prijsdag.
De kermis strekt zich uit over heel 't Zand, een deel van het Koning Albert I-park, de Hauwerstraat, het Beursplein en een deel van het Simon Stevinplein. In 2019 was het de laatste keer dat het Beursplein kon worden gebruikt als kermisplein. Op het plein startte de stad Brugge in 2020 met de bouw van een beurs- en congresgebouw. In 2019 werd de kermisindeling op 't Zand volledig hertekend, aangezien het plein volledig werd heraangelegd. Vanwege de coronacrisis werden de edities van 2020 en 2021 afgelast, voor het eerst in de geschiedenis van de foor.
De Meifoor gaat terug tot 1200, toen Brugge op basis van een oorkonde, aan de stad geschonken door Boudewijn IX, de eerste internationale jaarmarkt kon houden. Tot in de 20ste eeuw vond de Meifoor plaats op de Markt. Tot in de helft van de eeuw maakte steeds een circus deel uit van de aangeboden attracties.
Aangezien Pasen doorgaans in april valt en de kermis dus vaak in mei plaatsvindt, refereert de naam aan deze maand. Soms valt het merendeel van de meeste kermisdagen echter in april. De einddatum valt steeds enkele dagen voor de Sinksenfoor in Antwerpen, waar de meeste foorkramers vanuit Brugge naartoe trekken.
De Meifoor wordt aangekondigd met twee affiches die worden ontworpen door schoolkinderen. Er wordt hiervoor een ontwerpwedstrijd georganiseerd waaraan alle Brugse scholen (lager onderwijs) kunnen deelnemen.
Tot 2019 werd de foor in gang gezet met een stoet van verklede kinderen. Sinds 2022 is de verkleedstoet vervangen door een gratis uur kermis voor Brugse kinderen onder de 15 jaar. Tot in 2023 was er 's avonds op de eerste dag vuurwerk.
Sinds 2022 is er een prikkelarme moment voorzien. In die tijd worden muziek en lichteffecten beperkt, zodat ook mensen die daar gevoelig voor zijn de kermis in betere omstandigheden kunnen bezoeken.

## Verder lezen
- Patrick Vanden Berghe, 800 jaar Meifoor Brugge - de fabuleuze wereld van forains en kermisvogels, spiegelpaleizen en pandspekken, Uitgeverij Gevaert, 2003.
- Jaak A. Rau, Circusmagie. Tweehonderd jaar circusbezoek in Brugge 19de-20ste eeuw, Brugge, Uitg. Van de Wiele, 2003.